# Enterung

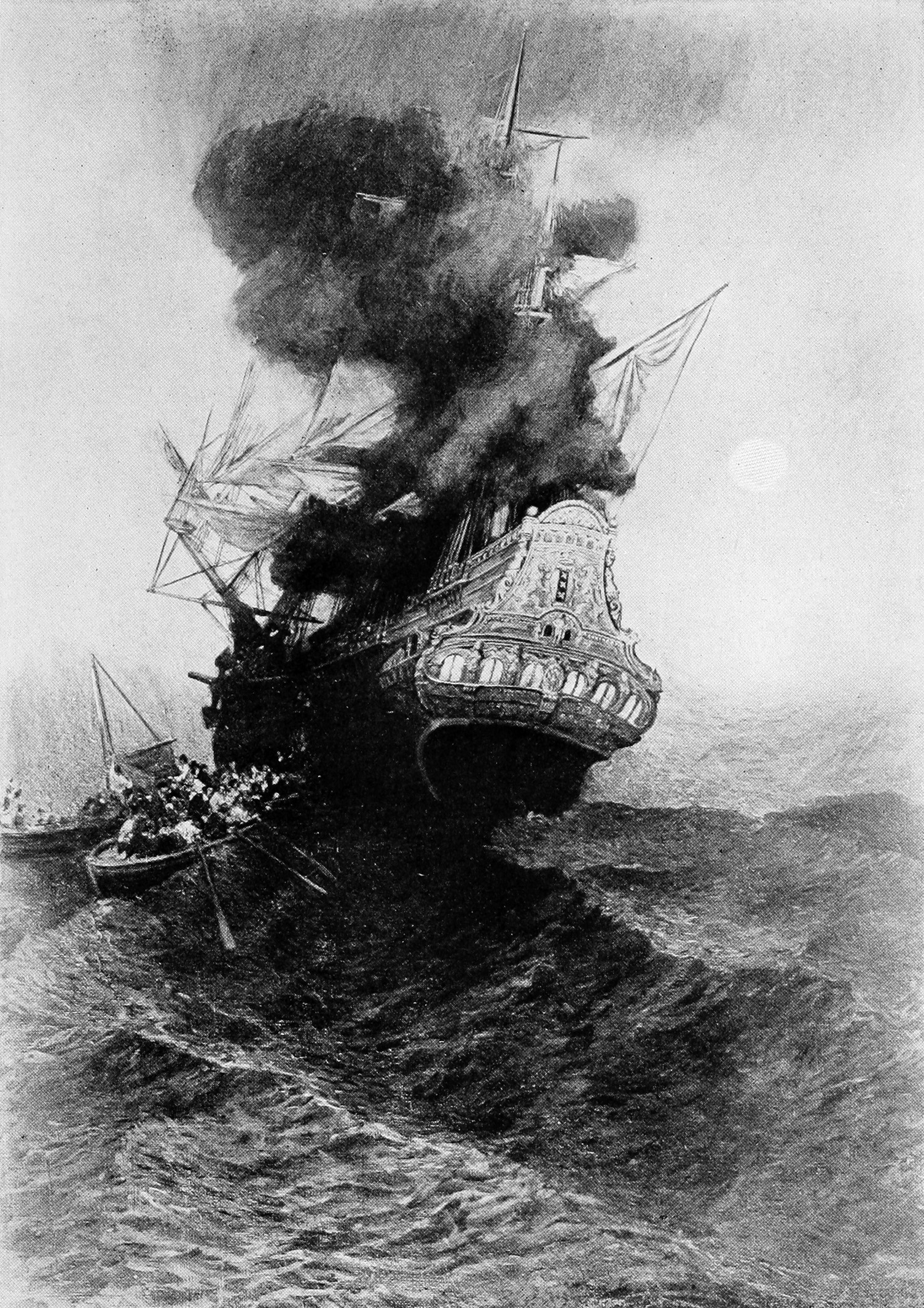
Howard Pyle: Piraten bei Enterung eines brennenden Schiffes (Fantasiedarstellung, 1903)

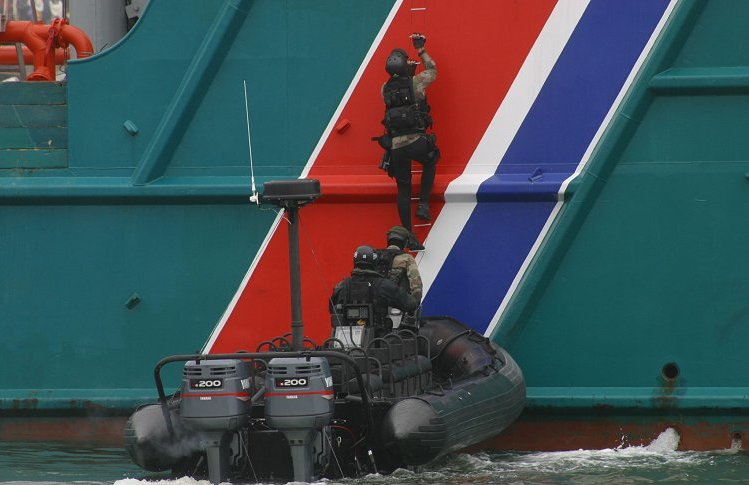
Moderne Enterung mittels Schnellboot (Übung der Französischen Marine)

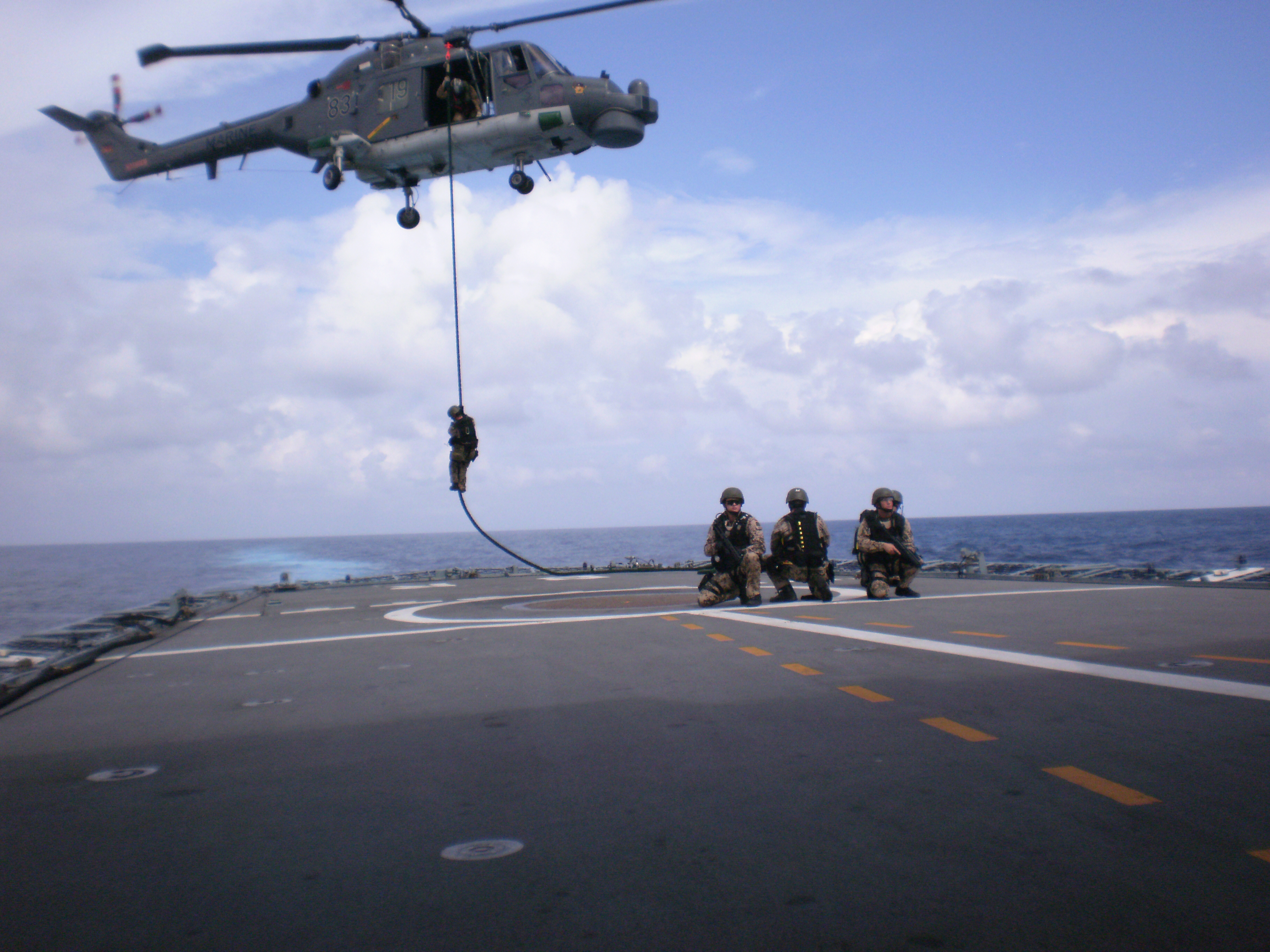
Moderne Enterung mittels Hubschrauber (Übung der Deutschen Marine)

Entern (von ndl. oder ndd.: enteren, von span.: entrar, dt.: überfallen, erobern; auch: Kaperung, Aufbringung, englisch Boarding) ist ein Manöver zur See und bezeichnet das Erobern eines gegnerischen Schiffes, meist zu militärischen Zwecken oder zu Zwecken der Piraterie.
Das Entermanöver soll das Schiff nicht versenken, sondern möglichst mit intakter Substanz unter eigene Kontrolle bringen. Ein bekanntes Hilfsmittel zum Entern ist der Enterhaken.

## Geschichte

### Antike
Historisch wurden Entermanöver schon sehr früh eingesetzt. Gerade die im Mittelmeer verwendeten Galeeren hatten oft nur eine sehr geringe Fähigkeit ihren Gegner aus der Ferne zu beschießen. Stattdessen wurden feindliche Schiffe vornehmlich gerammt und dann falls möglich im Enterkampf erobert. Von den Römern, die als Landmacht in der Seefahrt unterlegen waren, wurde in den Punischen Kriegen gegen Karthago massiv auf das Entern gesetzt, bei dem die römischen Soldaten einen Vorteil gegenüber den Karthagern hatten. Hierbei rammten die Galeeren die gegnerischen Schiffe mit einem Rammsporn, der sich im Rumpf des anderen Schiffes verhakte. Dann wurde eine neu-entwickelte Enterbrücke namens Corvus (Rabe) herabgelassen, über den die Soldaten das andere Schiff stürmten, siehe auch: Römische Marine.

### 17. und 18. Jahrhundert
Die Piraten des 17. und 18. Jahrhunderts verwendeten eine andere Technik, natürlich begünstigt durch die Erfindung der Kanonen. Sie beschossen die gegnerische Takelage mit Kettenkugeln, zwei Eisenkugeln, die durch eine Kette verbunden waren. Aus einer einzelnen Kanone abgeschossen sollten sie die Seile durchtrennen oder die Masten einreißen und das angegriffene Schiff dadurch bewegungsunfähig machen. Scharfschützen in den Masten sollten an Deck und in den Masten befindliche Gegner ausschalten, insbesondere den Kapitän.
Sobald der Gegner langsamer wurde, näherte man sich, warf Enterhaken, die sich an Deck und Reling verfingen, und zog das Schiff dicht heran. Danach wurde mit Musketen und Entermessern gestürmt. Bei Erfolg konnte das Schiff dann als Prise erbeutet werden.

### Zweiter Weltkrieg
Bekannt wurde die Enterung von U-Booten der deutschen Kriegsmarine durch alliierte Truppen:
- U 110 durch die Royal Navy
- U 570 durch die Royal Navy
- U 505 durch die US Navy

### Gegenwart
Heutzutage werden militärische Enterkommandos mit Schnellbooten übergesetzt oder von Hubschraubern abgeseilt.
Bei der Deutschen Marine werden verschiedene Enterungsarten unterschieden:
- Unopposed Boarding: Der Kapitän hat dem Aufbringen vorher zugestimmt und verhält sich kooperativ.
- Non-cooperative Boarding: Betreten ohne Zustimmung des Kapitäns.
- Opposed Boarding: Betreten entgegen dem ausdrücklichen Willen des Kapitäns und gegebenenfalls mit Waffengewalt.